# محمود بكر حجازي
محمود بكر محمد حجازي (وُلد في 1937 في القدس - تُوفي في 22 مارس 2021 في رام الله) هو أسير فلسطيني مُحرّر.

## حياته
يعد أوّل فلسطيني يتبع حركة التحرير الوطني الفلسطيني يقع في الأسر الإسرائيلي. ولد ونشأ في مدينة القدس. أسِر بعد تنفيذه مع مجموعة من الفدائيين الفلسطينيين عملية لنسف أحد الجسور قرب بلدة بيت جبرين، وذلك يوم 17 يناير 1965 بعد عملية عيلبون، حيث اشتبك مع القوات الإسرائيلية وأمّن انسحاب أعضاء مجموعته الخمسة، وقد أصيب بجراح وقع إثرها في الأسر. حكم عليه في إسرائيلي بالإعدام إلا أن الحكم لم ينفذ. وقد أفرج عنه في تاريخ 28 يناير 1971، بعد عملية تبادل للأسرى (أسير مقابل أسير) جرت ما بين الحكومة الإسرائيلية وحركة «فتح» إحدى فصائل منظمة التحرير الفلسطينية، وأطلق سراحه بموجبها مقابل إطلاق سراح الجندي الإسرائيلي «شموئيل فايز» والذي أسرته حركة «فتح» في أواخر العام 1969م.
في عام 2009، فاز بانتخابات المجلس الثوري الفلسطيني التي عُقدت أثناء المؤتمر السادس لحركة فتح في بيت لحم وصار عضوًا فيه.

## وفاته
تُوفي حجازي في 22 مارس 2021 في مدينة رام الله.